# François Rozier
Jean-Baptiste François Rozier (Lione, 23 gennaio 1734 – Lione, 29 settembre 1793) è stato un botanico e agronomo francese.

## Biografia
Fu Priore Commendatario di Nanteuil-le-Haudouin, e Signore di Chèvreville. Compì i suoi studi a Villefranche-sur-Saône ed entrò nel seminario di Saint-Irénée di Lione. Si rifiutò di entrare nel Seminario Maggiore e preferì consacrarsi alla scienza. Povero, suo fratello gli affidò la gestione del podere familiare situato presso Vienne. Spinse amici come Marc Antoine Louis Claret de La Tourrette (1729-1793) e Jean-Emmanuel Gilibert (1741-1814) alle scienze botaniche. Incontrò allora Claude Bourgelat (1712-1779) che iniziò la scuola di veterinaria a Lione.
Rozier divenne, nel 1761, professore di botanica e di medicina. Realizzò un grande orto botanico di cui divenne nel 1765, direttore dell'insegnamento. Ma in seguito a disaccordi con Bourgelat, Rozier perse il suo posto nel 1769. Tornò allora al podere familiare dove ricevette la visita  di Jean-Jacques Rousseau (1712-1778).
Pubblicò, allora nel 1776 con  La Tourrette le Démonstrations élémentaires de botanique che saranno di nuovo edite più volte. Rozier si trasferì a Parigi dove rileva il Journal de Physique che rinomina con il titolo di Journal d'observations sur la Physique, che fu pubblicato per dieci anni. Anne Robert Jacques Turgot (1727-1781) lo mandò nel 1775 nel sud della Francia per studiare le produzioni locali; nel 1777, nei Paesi Bassi, accompagnato da Nicolas Desmarest (1725-1815), per studiare i mulini. Si trasferisce nel 1779 vicino a Béziers (fattoria de Beauséjour) dove redige il suo Cours complet d'agriculture… ou Dictionnaire universel d'agriculture, par une société d'agriculteurs (dodici volumi di cui nove di sua mano, 1781-1800). Nel 1801, fu pubblicato postumo il suo Traité théorique et pratique sur la culture de la vigne, avec l'art de faire le vin, les eaux-de-vie, esprit de vin, vinaigres (due volumi, Parigi, 1801).

## Pubblicazioni
- Mémoire sur la meilleure manière de faire et de gouverner les vins de Provence, soit pour l'usage, soit pour leur faire passer les mers.
- François Rozier et Antoine-Louis Claret de la Tourette.Démonstrations élémentaires de botanique. Lione presso Jean-Marie Bruyset, 1773.
- Observations sur la physique, sur l'histoire naturelle et sur les arts, ecc. par l'abbé Rozier, par M. J. A. Mongez le jeune ecc.
- Cours complet d'agriculture théorique, pratique, économique, et de médecine rurale et vétérinaire, suivi d'une Méthode pour étudier l'agriculture par principes, ou Dictionnaire universel d'agriculture, par une société d'agriculteurs, et rédigé par M. l'abbé Rozier, Parigi, 1781-1800, 10 vol. (due volumi supplementari furono pubblicati nel 1805 per Marchant, Parigi, 1805).
- Traité théorique et pratique sur la culture de la vigne, avec l'art de faire le vin, les eaux-de-vie, esprit de vin, vinaigres, Paris: Delalain, 1801, 2 vol.
- Dictionnaire d'agriculture et d'économie rurale, Nîmes: J. Gaude, 1804, 2 vol. in 1 tomo.